# NGC 3647
NGC 3647 é uma galáxia elíptica (E) localizada na direcção da constelação de Leo. Possui uma declinação de +02° 53' 29" e uma ascensão recta de 11 horas, 21 minutos e 38,6 segundos.
A galáxia NGC 3647 foi descoberta em 22 de Março de 1865 por Albert Marth.